# Nogent, Haute-Marne
Nogent là một xã thuộc tỉnh Haute-Marne trong vùng Grand Est đông bắc nước Pháp.